# MORNING VOYAGE
『MORNING VOYAGE』（モーニング・ヴォヤージュ）は、2021年4月2日から2024年3月31日までJ-WAVEで放送されていたラジオ番組。

## 概要
週3日間の帯で放送されていた朝の音楽番組で、毎週金曜 - 日曜 5:00 - 6:00（日本標準時）に放送。金曜のナビゲーターは小林麗菜が、土曜・日曜のナビゲーターは nico が務めていた。どちらも前番組『ZAPPA』からの継続出演者で、共に本番組とは別の曜日を担当していた。
番組は、「バーチャルトリップ」をテーマにした内容で放送。番組中にかける楽曲と音声により、リスナーが自宅にいながらでも世界各地を旅した気分になれることをアピールしていた。また、朝をイメージさせるさまざまな「アサノオト」の音源をSNSで募集し、それらを楽曲と組み合わせてかけたりもしていた。
この番組のオリジナルグッズとして、ナビゲーターの nico 自らがデザインした番組タイトルロゴ入りのTシャツとステッカーが数量限定で販売された。元は nico が出演者とスタッフ用に自主制作したものであるが、それをSNSで目にしたリスナーから配布要望の声があったことから商品化へと踏み切った。